# Zvončín
Zvončín es un municipio del distrito de Trnava en la región de Trnava, Eslovaquia, con una población estimada a final del año 2024 de 1039 habitantes.
Se encuentra ubicado en el centro de la región, cerca del río Váh (cuenca hidrográfica del Danubio) y de la frontera con la región de Bratislava.

## Demografía
| Año        | 1994 | 2004 | 2014     | 2024     |
| ---------- | ---- | ---- | -------- | -------- |
| Población  | 0    | 658  | 796      | 1039     |
| Diferencia |      | –    | +20,97 % | +30,52 % |

| Año        | 2023 | 2024    |
| ---------- | ---- | ------- |
| Población  | 1028 | 1039    |
| Diferencia |      | +1,07 % |